# 普曼蒂拉山
普曼蒂拉山（Puman Tira）是秘魯的山峰，位於該國南部庫斯科大區，由坎奇斯省的切卡庫佩區和皮圖馬卡區負責管轄，屬於安地斯山脈的一部分，海拔高度約5,100米。